# In girum imus nocte ecce et consumimur igni
In girum imus nocte ecce et consumimur igni kan grovt översättas med "Vi vandrar om natten i cirklar, och så förgörs vi av elden", eller: "Vi går i en cirkel om natten, ser du, och av elden bränns vi ut".

## Allmänt
Denna berömda mening är en palindrom, det vill säga en mening som kan läsas som vanligt likaväl som baklänges, från höger till vänster. Dess innebörd är oklar. Vissa tror att den är en gåta, andra en magisk formel. Man har länge trott att Vergilius skulle vara upphovsmannen: versen är en klassisk hexameter som saknar en fot (Ìngirum-Ìmus-Nòctecc-Ètcon-sùmimur-Ìgni). Dock har den aldrig påträffats i något av Vergilius verk. Stavningen (girum istället för klassiska latinets gyrum) och stilen tyder på ett medeltida ursprung.
Den förekommer även i två andra varianter: In girum imus nocte et consumimur igni, samt In girum ibimus nocte et consumibimur igni.

## Palindromets historia och tolkningar
En filologisk analys visar att uttrycket in girum imus kan härledas till vulgärlatin som talades i senmedeltida Italien och ska egentligen betyda att "gå i (en) cirkel", eller "att gå runt" (något som gav upphov till den moderna italienska uttrycket andare in giro, med samma betydelse).
Under medeltiden ansågs palindromer som denna besitta magisk kraft. I synnerhet trodde man att man skulle skriva den här formeln på ett papper för att kunna hitta de vises sten. Formeln har förekommit i den esoteriska traditionen sedan åtminstone renässansen. I modernare tid har den ofta förknippats med svart magi och satanism.
Formeln kan vara "en gåta i gåtan". Om frasen är en gåta, då skulle lösningen kunna vara "nattfjärilar" (som flyger i cirklar runt ett ljus i mörkret för att slutligen fatta eld). Därefter skulle nattfjärilar kunna ha ett symboliskt värde som formeln pekar på. Ett alternativt svar till gåtan skulle kunna vara att "facklan" är lösningen, (facklan som brinner ut medan den förs runt).
Om översättningen "Vi går in i en cirkel" är korrekt då skulle det kunna peka på att man deklamerade versen i samband med någon obskyr magisk praktik under vilken man gick in i en magisk cirkel.
En ytterligare tolkning är att formeln alluderar till de döda som är dömda att brinna i helvetet. Även denna tolkning skulle kunna förknippas med esoteriska riter.
Slutligen kan versen tolkas som poetisk, där innebörden är existentiell: vi dödliga vandrar i en natt medan livet är en fackla som bränner ut oss.

## Populärkulturella referenser
In girum imus nocte et consumimur igni, är även namnet på en fransk långfilm av Guy Debord från 1978.
Frasen återfinns också i sångtexten till Salamandrina av Einstürzende Neubauten där sångaren Blixa Bargeld även sjunger, eller snarare reciterar den tyska översättningen av frasen. Sången finns med på singeln Interim (1993).